# 拉斯洛·贝奈什
拉斯洛·贝奈什（1997年9月9日—）是一位斯洛伐克足球运动员，自2024-25赛季起效力于土耳其超級足球聯賽球隊卡塞利（德甲俱乐部柏林联），并代表斯洛伐克国家足球队参加国际比赛，于场上司职中场。

## 俱乐部生涯
贝奈什出生于斯洛伐克多瑙斯特雷达（一个以匈牙利族为主的城镇）的一个匈牙利族家庭。其足球生涯始于沙莫林（GBS Šamorín），2007年又转投多瑙斯特雷达，至2011年加盟匈牙利俱乐部杰尔青训营。2014年12月6日，他在匈牙利足球甲级联赛为俱乐部一线队首次及唯一一次出场，客场以2:0战胜布达佩斯捍卫者。2015年2月，贝奈什转会至本土俱乐部日利纳，到赛季结束时，他在那里出场8次，帮助球队获得斯洛伐克足球超级联赛亚军。至2015-16赛季，贝奈什成为主力球员，并于2015年9月12日在主场以3:0战胜布拉迪斯拉发斯拉夫人的比赛中射入其职业生涯的首个进球。当季他共出场23次，射入2球。
2016-17赛季，贝奈什转会至德国足球甲级联赛俱乐部普鲁士门兴格拉德巴赫，并签订了一份为期五年的合同。他于2017年3月19日首次亮相德甲，在主场0:1不敌拜仁慕尼黑的比赛最后阶段替补登场。2017年4月5日，贝奈什在主场以1:0战胜柏林赫塔的比赛中打射入其首个德甲进球。在接下来的赛季中，他于9月遭遇跖骨骨折，这让他错过了赛季大部分时间，仅出场2次。继2018-19赛季前半程表现不佳后，贝奈什于2019年1月底租借至德乙俱乐部荷尔斯泰因基尔。至当季结束时，他在主教练蒂姆·瓦尔特的指导下于德乙联赛出场15次，射入2球。贝奈什随后回到门兴格拉德巴赫，并于2019-20赛季在新任主教练马尔科·罗泽麾下成为主力球员。2019年11月21日，俱乐部宣布与他续约三年，至2024年届满。至2020-21赛季冬季转会窗的最后一天，门兴格拉德巴赫与联赛对手奥格斯堡达成协议，同意将贝奈什租借至后者直至赛季结束。这位中场球员共代表奥格斯堡在剩余的15轮比赛中出场12次，并射入1球。2021-22赛季，他重回门兴格拉德巴赫。然而，在时任主教练阿迪·许特尔麾下，贝奈什只能偶尔得到上场机会。到赛季结束时，他共在联赛出场13次，其中仅两次首发。
2022-23赛季，时年24岁的贝奈什转投德乙俱乐部汉堡，并签订了一份期至2026年6月30日届满的合同。他在那里得以与曾在基尔效力时的主教练蒂姆·瓦尔特重聚。在代表斯洛伐克参加 2024年欧洲足球锦标赛期间，有消息称贝奈什已经与德甲俱乐部柏林联达成协议。经过一系列转会传闻，他于2024-25赛季正式加盟德国首都球队，媒体估计转会费约为500万欧元。

## 国家队生涯
2017年6月10日，贝奈什在对阵立陶宛的比赛中，于第89分钟替补翁德雷·杜达出场，完成了自己的成年组国家队首秀，最终球队以2:1获胜。由于长期伤病以及在门兴格拉德巴赫的出场时间较少，他在时任主教练扬·科扎克麾下未能再入选国家队。直到2019年5月28日，后任主教练帕维尔·哈帕尔才重新将他召入国家队，参加6月对阵约旦的友谊赛。贝奈什曾两次入选2020年欧洲足球锦标赛预选赛的比赛大名单，但均未上场。他也入选了斯洛伐克参加2020年欧洲足球锦标赛决赛圈的阵容，但未能从分组赛中晋级。在2024年欧洲足球锦标赛上，贝奈什随斯洛伐克于八分之一决赛中对阵英格兰，最终遭到的补时绝杀而以以1:2惜败。

### 国家队入球
| # | 日期          | 场地                                    | 对手     | 入球 | 比分 | 赛事   |
| - | ------------- | --------------------------------------- | -------- | ---- | ---- | ------ |
| 1 | 2021年6月1日  | 奥地利因河地区里德，约斯科竞技场        | 保加利亚 | 1–1  | 1–1  | 友谊赛 |
| 2 | 2024年6月10日 | 斯洛伐克特尔纳瓦，安东·马拉廷斯基体育场 |          | 4–0  | 4–0  | 友谊赛 |

## 荣誉
柏林联
- 德甲月度最佳入球（英语：Bundesliga Awards）：2025年5月[14]